# Hrólfr Gautreksson
Hrólfr Gautreksson è un leggendario re dei Geati che compare nella Hrólfs saga Gautrekssonar (Saga di Hrólfr Gautreksson) e probabilmente anche nell'Hyndluljóð (Lai di Hyndla).
La Hrólfs saga Gautrekssonar narra che Hrólfr era figlio di re Gautrekr, e che, quando suo padre morì, suo fratello Ketill divenne re. Hrólfr corteggiò ed infine sposò la figlia di re Eiríkr di Svezia, Þornbjörg, una violenta e fiera skjaldmö. Più tardi succedette a suo fratello come re dei Geati.
C'è anche una strofa isolata nell'Hyndluljóð dove compare un certo Hrólfr il Vecchio; i nomi Þorir Scudo-d'Acciaio e Grímr che compaiono in essa mostrano che quei versi si riferiscono probabilmente ai Þorir e Grímr Þorkelsson che compaiono insieme a Hrólfr nella Hrólfs saga Gautrekssonar, e che Hrólfr il Vecchio è probabilmente da identificarsi con Hrólfr Gautreksson.